# Trifolium howellii
Trifolium howellii är en ärtväxtart som beskrevs av Sereno Watson. Trifolium howellii ingår i släktet klövrar, och familjen ärtväxter. Inga underarter finns listade i Catalogue of Life.